# Клёновка (Березинский район)
Клёновка (бел. Клёнаўка) — деревня в Березинском районе Минской области Беларуси. Входит в состав Березинского сельсовета.

## География
Деревня находится в восточной части Минской области, на правом берегу реки Клёновки, на расстоянии приблизительно 20 километров (по прямой) к северо-западу от города Березино, административного центра района. Абсолютная высота — 164 метра над уровнем моря. Площадь населённого пункта — 0,2261 км².

## История
В 1897 году входила в состав Игуменского уезда Минской губернии, насчитывалось 18 дворов и 133 жителя.
По состоянию на 1909 год, в Клёновке имелось 17 дворов и проживал 131 человека. В административном отношении деревня входила в состав Беличанской волости.
В 1930 году, в ходе проведения коллективизации, был образован колхоз «Колос».
До 11 марта 1971 года входила в состав Ляжинского сельсовета. До 28 мая 2013 года в составе Ушанского сельсовета.

## Население
По данным переписи 2019 года, в деревне проживало 23 человека.
| Год  | Население, человек |
| ---- | ------------------ |
| 1897 | 133                |
| 1909 | ↘ 131              |
| 1917 | ↗ 129              |
| 1926 | ↗ 142              |
| 1960 | ↗ 152              |
| 2003 | ↘ 42               |
| 2008 | ↘ 46               |
| 2009 | ↘ 33               |
| 2019 | ↘ 23               |